# Schlacht bei Faesulae

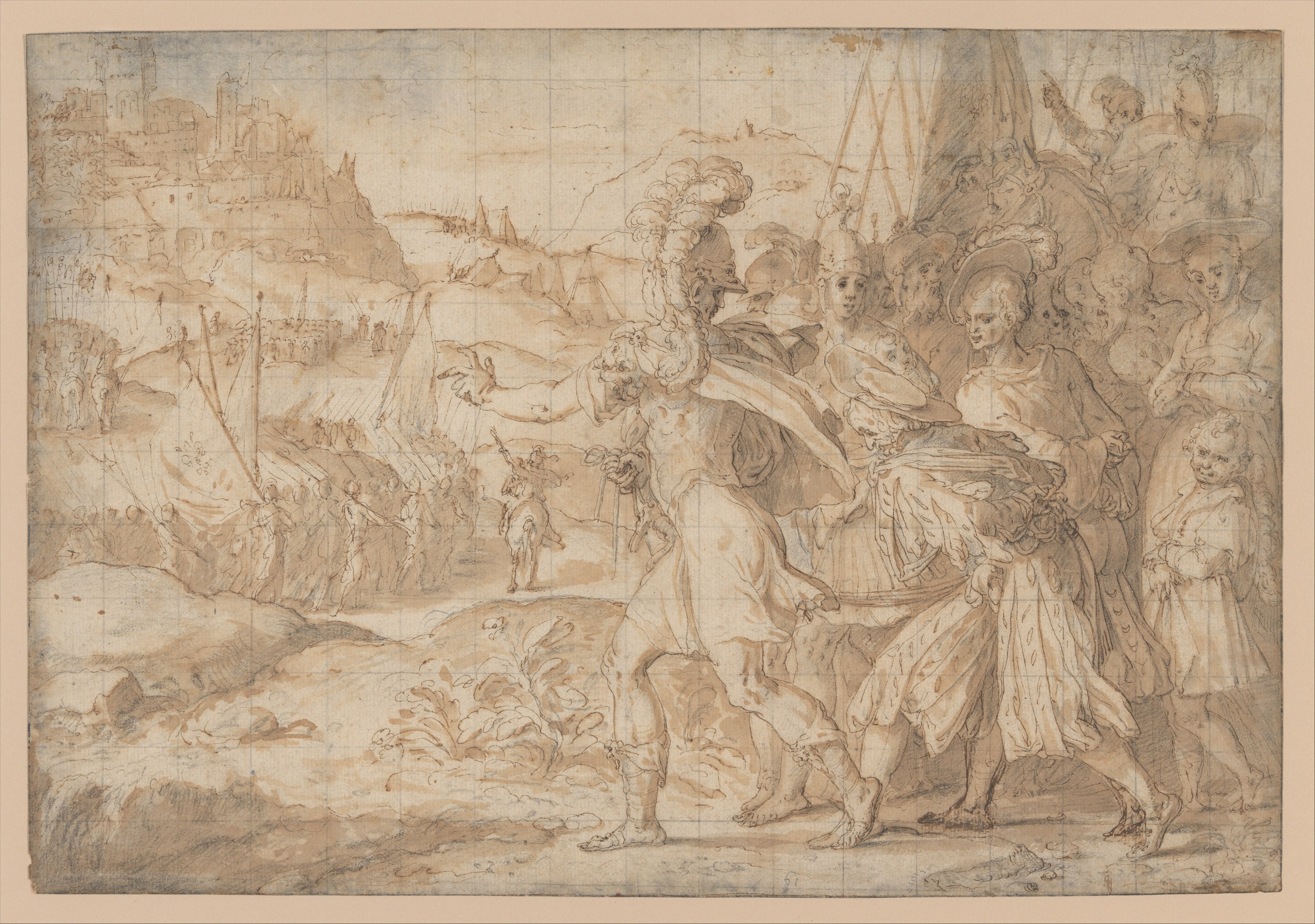
Friedrich Sustris: Die Schlacht bei Faesulae (16. Jahrhundert)

Die Schlacht bei Faesulae fand im Sommer 406 beim heutigen Fiesole nahe Florenz zwischen Truppen des Weströmischen Reiches, die von Stilicho geführt wurden, und gotischen Truppen unter Radagaisus statt.
Radagaisus war, wie Alarich I. 402, ungehindert aus dem Osten in den Norden Italiens eingebrochen. Stilicho hielt im Westen bei Pavia Position und musste zunächst wieder Truppen herbeischaffen, während der Kaiserhof des Honorius, seit 403 im durch Sümpfe geschützten Ravenna von den Invasoren unbehelligt blieb, die stattdessen den direkten Weg auf Rom zu über den Apennin wählten. Nachdem sie diesen überquert hatten, lag vor ihnen die gut befestigte Stadt Florenz, die belagert wurde. Anders als der mit der römischen Zivilisation vertraute christianisierte Alarich galt Radagaisus als wilder Barbar, und seine Männer hielten sich an keine geregelte Kriegsführung, sondern raubten und plünderten auf ihrem Weg und wurden so zum Schrecken der Römer. Stilicho war es unterdessen gelungen, eine beträchtliche Streitmacht zu sammeln, die zu einem Großteil aus visigotischen und hunnischen Verbündeten bestand. Mit diesem Heer fiel er den Belagerern von Florenz von Norden kommend in den Rücken und überwältigte die Truppen des Radagaisus bei Fiesole, Radagaisus selbst geriet in Gefangenschaft und wurde einige Tage nach der Schlacht, am 23. August, auf Befehl Stilichos hingerichtet.